# سيرجي شفتشينكو
سيرجي شفتشينكو (بالروسية: Сергей Шевченко)‏ هو لاعب كرة قدم روسي، ولد في 17 سبتمبر 1975 في كالينينغراد في روسيا، وتوفي في 20 يونيو 2021 في سمولينسك. لعب مع نادي نافتان نوفوبولوتسك.